# Romac
Romac (cyr. Ромац) – wieś w Czarnogórze, w gminie Pljevlja. W 2011 roku liczyła 9 mieszkańców.